# Perry Dino
Perry Dino（1965年10月9日—），香港紀實畫家，創作以香港政治事件和社會運動為題材的紀實畫。

## 簡歷
Perry Dino曾從事廣告設計十四年，於多間廣告公司任職美術指導。後來為了投放更多時間於家庭而毅然決定轉行，經營個人畫室並任職美術老師。
2012年D&G禁止香港人攝影風波 ，Perry Dino首次在示威集會現場畫畫。當年有香港人在D&G分店店外進行攝影時被禁止及驅趕，惟准許內地人拍照，引發港人不滿，並到店前集會示威要求道歉。由於事件中店舖不許港人拍照，因此Perry以畫筆代替相機，於集會現場繪畫。自此Perry Dino便以油畫方式於六四燭光晚會、七一遊行及不同社會運動現場繪畫。
2014年雨傘運動期間，創作了二十五幅相關主題作品。2015年於香港中文大學新亞書院錢穆圖書館舉辦「雨傘運動回顧展」，展出Perry Dino的傘運畫作。

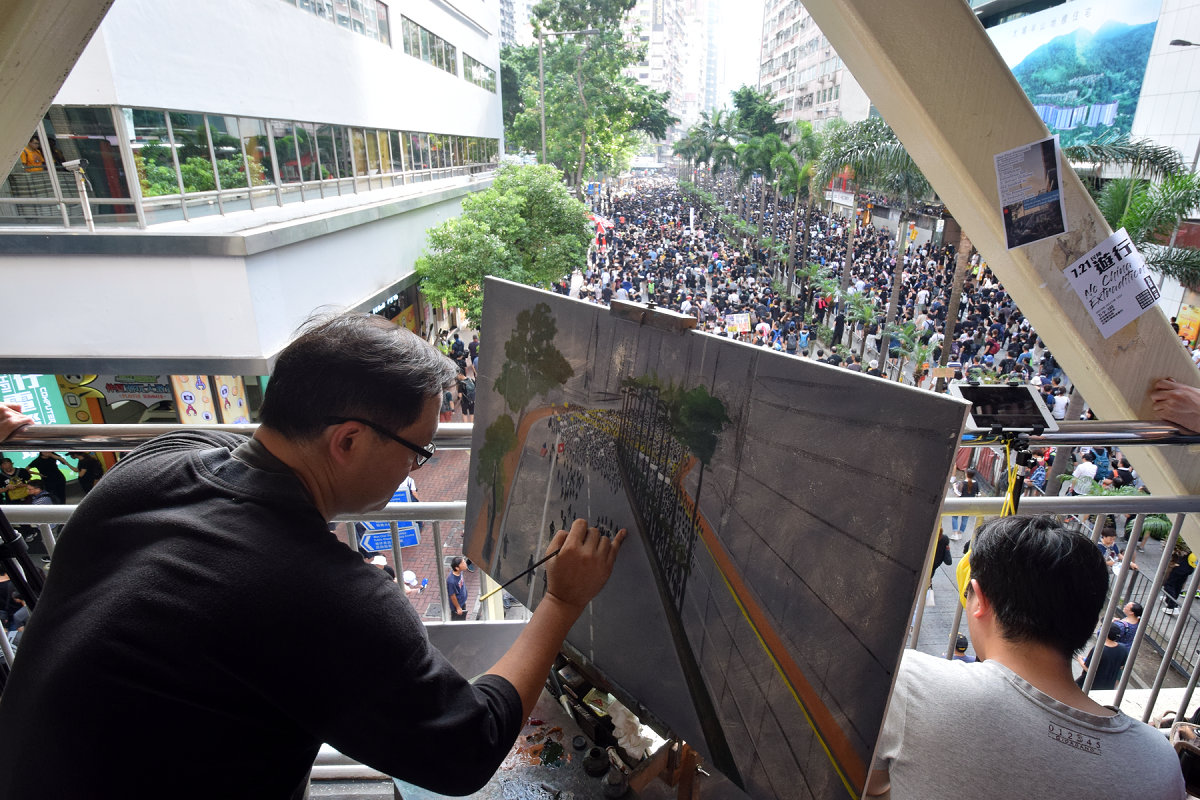
Perry Dino於2019年民間人權陣線7.21遊行進行期間在灣仔柯布連道行人天橋上繪畫。

2019年，Perry Dino以60吋×40吋的畫布創作畫作《89 64 30》以紀念六四事件三十周年。畫中包含多個六四事件的影像，他參考了巴勃羅·畢卡索的名作《格爾尼卡》，將血腥場面以黑白灰色調呈現。在六四燭光晚會上，他將畫作帶到維多利亞公園展示。